# Hypotrachyna habenula
Hypotrachyna habenula är en lavart som beskrevs av M. D. E. Knox. Hypotrachyna habenula ingår i släktet Hypotrachyna och familjen Parmeliaceae.   Inga underarter finns listade i Catalogue of Life.